# Ligat ha’Al 2011/12
Die Ligat ha’Al 2011/12 war die 13. Saison seit ihrer Einführung unter diesem Namen im Jahre 1999 und die 70. Spielzeit der höchsten israelischen Spielklasse im Männerfußball. Sie begann am 20. August 2011 und endete am 12. Mai 2012.
Titelverteidiger Maccabi Haifa belegte nur den 5. Platz. Meister wurde zum ersten Mal in ihrer Vereinsgeschichte Hapoel Ironi Kirjat Schmona.

## Mannschaften
| Verein                      | Stadt           | Stadion                                   | Kapazität     |
| --------------------------- | --------------- | ----------------------------------------- | ------------- |
| Hapoel Akko                 | Akkon           | Ilut-Stadion A Städtisches Stadion Akko A | 04.932 05.000 |
| MS Aschdod                  | Aschdod         | HaYud-Alef-Stadion                        | 07.800        |
| Hapoel Be’er Scheva         | Be’er Scheva    | Arthur-Vasermil-Stadion                   | 13.000        |
| Hapoel Haifa                | Haifa           | Kiryat-Eliezer-Stadion                    | 14.002        |
| Maccabi Haifa               | Haifa           | Kiryat-Eliezer-Stadion                    | 14.002        |
| Beitar Jerusalem            | Jerusalem       | Ramat-Gan-Stadion B Teddy-Stadion B       | 41.583 21.600 |
| Hapoel Ironi Kirjat Schmona | Kirjat Schmona  | Städtisches Stadion Kirjat Schmona        | 05.300        |
| Maccabi Netanja             | Netanja         | Sar-Tov-Stadion                           | 07.500        |
| Hapoel Petach Tikwa         | Petach Tikwa    | Ramat-Gan-Stadion C HaMoshava-Stadion C   | 41.583 11.500 |
| Maccabi Petach Tikwa        | Petach Tikwa    | Ramat-Gan-Stadion C HaMoshava-Stadion C   | 41.583 11.500 |
| Hapoel Ironi HaScharon      | Ramat haScharon | Winter-Stadion D Grundman-Stadion D       | 08.000 04.300 |
| Hapoel Ironi Rischon LeZion | Rischon LeZion  | Haberfeld-Stadion                         | 06.000        |
| FC Bnei Sachnin             | Sachnin         | Doha-Stadion                              | 08.500        |
| Bne Jehuda Tel Aviv         | Tel Aviv-Jaffa  | Bloomfield-Stadion                        | 15.700        |
| Hapoel Tel Aviv             | Tel Aviv-Jaffa  | Bloomfield-Stadion                        | 15.700        |
| Maccabi Tel Aviv            | Tel Aviv-Jaffa  | Bloomfield-Stadion                        | 15.700        |

## Vorrunde
In der Vorrunde wurde eine Doppelrunde zwischen allen 16 Mannschaften ausgespielt. Anschließend qualifizierten sich die acht bestplatzierten Vereine für die Meisterrunde, in der neben der israelischen Meisterschaft auch die internationalen Startplätze ausgespielt wurden. Die weiteren acht Vereine spielten in der Abstiegsrunde gegen den Abstieg in die zweitklassige Liga Leumit.

### Tabelle
| Pl. | Verein                          | Sp. | S  | U  | N  | Tore    | Diff. | Punkte |
| --- | ------------------------------- | --- | -- | -- | -- | ------- | ----- | ------ |
| 1.  | Hapoel Ironi Kirjat Schmona     | 30  | 19 | 9  | 2  | 042:150 | +27   | 66     |
| 2.  | Hapoel Tel Aviv 1 (P)           | 30  | 14 | 10 | 6  | 053:270 | +26   | 49     |
| 3.  | FC Bnei Sachnin 2               | 30  | 14 | 7  | 9  | 049:350 | +14   | 47     |
| 4.  | MS Aschdod                      | 30  | 12 | 11 | 7  | 039:330 | +6    | 47     |
| 5.  | Maccabi Netanja                 | 30  | 13 | 8  | 9  | 044:400 | +4    | 47     |
| 6.  | Maccabi Haifa (M)               | 30  | 12 | 9  | 9  | 046:390 | +7    | 45     |
| 7.  | Maccabi Tel Aviv                | 30  | 13 | 5  | 12 | 041:320 | +9    | 44     |
| 8.  | Bne Jehuda Tel Aviv             | 30  | 11 | 10 | 9  | 038:270 | +11   | 43     |
| 9.  | Hapoel Akko                     | 30  | 10 | 8  | 12 | 041:370 | +4    | 38     |
| 10. | Hapoel Ironi HaScharon (N)      | 30  | 9  | 10 | 11 | 029:380 | −9    | 37     |
| 11. | Beitar Jerusalem 3              | 30  | 10 | 6  | 14 | 022:390 | −17   | 34     |
| 12. | Hapoel Haifa                    | 30  | 8  | 8  | 14 | 033:380 | −5    | 32     |
| 13. | Hapoel Be’er Scheva             | 30  | 9  | 5  | 16 | 033:540 | −21   | 32     |
| 14. | Maccabi Petach Tikwa            | 30  | 7  | 9  | 14 | 031:500 | −19   | 30     |
| 15. | Hapoel Ironi Rischon LeZion (N) | 30  | 6  | 9  | 15 | 034:540 | −20   | 27     |
| 16. | Hapoel Petach Tikwa 4           | 30  | 6  | 10 | 14 | 028:450 | −17   | 19     |

Platzierungskriterien: 1. Punkte – 2. Tordifferenz – 3. Siege – 4. geschossene Tore – 5. Direkter Vergleich (Punkte, Tordifferenz, geschossene Tore) – 6. play-off
| (M) | amtierender israelischer Meister     |
| (P) | amtierender israelischer Pokalsieger |
| (N) | Neuaufsteiger der letzten Saison     |

### Kreuztabelle
| 2011/12                     | Beitar Jerusalem | Bne Jehuda Tel Aviv | FC Bnei Sachnin | MS Aschdod | Hapoel Akko | Hapoel Be’er Scheva | Hapoel Haifa | Hapoel Petach Tikwa | Hapoel Ironi Rischon LeZion | Hapoel Tel Aviv | Hapoel Ironi Kirjat Schmona | Hapoel Ironi HaSharon | Maccabi Haifa | Maccabi Netanja | Maccabi Petach Tikwa | Maccabi Tel Aviv |
| --------------------------- | ---------------- | ------------------- | --------------- | ---------- | ----------- | ------------------- | ------------ | ------------------- | --------------------------- | --------------- | --------------------------- | --------------------- | ------------- | --------------- | -------------------- | ---------------- |
| Beitar Jerusalem            |                  | 2:1                 | 0:3             | 1:0        | 3:1         | 0:1                 | 1:0          | 1:2                 | 1:1                         | 1:1             | 1:0                         | 0:1                   | 1:4           | 2:1             | 0:0                  | 0:0              |
| Bne Jehuda Tel Aviv         | 3:0              |                     | 1:1             | 1:0        | 4:1         | 5:1                 | 1:0          | 5:1                 | 1:0                         | 1:1             | 0:1                         | 1:1                   | 0:0           | 1:2             | 2:2                  | 0:0              |
| FC Bnei Sachnin             | 3:0              | 2:2                 |                 | 1:2        | 2:1         | 4:3                 | 0:1          | 3:0                 | 1:0                         | 0:1             | 2:3                         | 3:0                   | 2:0           | 1:1             | 3:0                  | 1:3              |
| MS Aschdod                  | 3:0              | 0:0                 | 3:3             |            | 1:1         | 2:0                 | 3:2          | 1:1                 | 2:1                         | 2:0             | 0:0                         | 2:0                   | 1:0           | 2:1             | 1:3                  | 2:1              |
| Hapoel Akko                 | 1:1              | 2:0                 | 2:1             | 2:2        |             | 2:0                 | 1:0          | 3:1                 | 2:2                         | 0:2             | 1:2                         | 2:0                   | 0:1           | 1:2             | 0:0                  | 3:0              |
| Hapoel Be’er Scheva         | 0:1              | 3:1                 | 0:2             | 2:1        | 2:1         |                     | 2:0          | 1:2                 | 2:1                         | 1:1             | 0:3                         | 1:3                   | 1:1           | 1:2             | 0:0                  | 1:4              |
| Hapoel Haifa                | 3:0              | 0:2                 | 1:2             | 2:2        | 2:4         | 0:2                 |              | 2:2                 | 3:2                         | 0:0             | 0:1                         | 2:0                   | 1:1           | 1:1             | 1:1                  | 2:0              |
| Hapoel Petach Tikwa         | 0:1              | 0:1                 | 1:2             | 0:1        | 0:0         | 2:0                 | 0:1          |                     | 0:1                         | 2:3             | 1:1                         | 1:1                   | 3:1           | 3:1             | 1:0                  | 1:3              |
| Hapoel Ironi Rischon LeZion | 2:0              | 0:1                 | 4:2             | 2:1        | 0:3         | 0:1                 | 1:1          | 0:0                 |                             | 1:2             | 1:1                         | 1:1                   | 4:2           | 0:0             | 2:2                  | 0:2              |
| Hapoel Tel Aviv             | 1:0              | 1:1                 | 0:0             | 0:0        | 2:1         | 2:0                 | 0:0          | 5:0                 | 6:0                         |                 | 2:2                         | 0:0                   | 3:0           | 7:3             | 4:1                  | 0:1              |
| Hapoel Ironi Kirjat Schmona | 1:0              | 1:0                 | 0:0             | 0:0        | 2:0         | 1:1                 | 1:0          | 2:0                 | 2:0                         | 1:0             |                             | 4:0                   | 1:0           | 1:3             | 1:1                  | 2:1              |
| Hapoel Ironi HaScharon      | 2:0              | 2:1                 | 0:1             | 1:1        | 1:1         | 3:3                 | 2:0          | 0:0                 | 1:2                         | 1:1             | 0:1                         |                       | 0:0           | 0:1             | 0:1                  | 3:1              |
| Maccabi Haifa               | 1:0              | 1:1                 | 0:0             | 1:1        | 1:0         | 3:1                 | 1:3          | 2:2                 | 3:1                         | 1:4             | 0:3                         | 5:0                   |               | 2:1             | 4:1                  | 2:1              |
| Maccabi Netanja             | 1:1              | 1:0                 | 3:1             | 1:0        | 1:1         | 2:1                 | 1:1          | 1:1                 | 6:2                         | 2:1             | 0:1                         | 0:2                   | 1:4           |                 | 0:1                  | 3:0              |
| Maccabi Petach Tikwa        | 2:3              | 1:0                 | 1:3             | 2:3        | 0:4         | 1:2                 | 2:1          | 1:1                 | 2:2                         | 1:0             | 0:2                         | 2:3                   | 1:4           | 0:1             |                      | 2:1              |
| Maccabi Tel Aviv            | 0:1              | 0:1                 | 2:0             | 4:0        | 2:0         | 4:0                 | 2:0          | 1:0                 | 3:1                         | 1:3             | 1:1                         | 0:1                   | 1:1           | 1:1             | 1:0                  |                  |

## Meisterrunde
Die Vereine auf den Plätzen 1–8 nach der Vorrunde spielten im Anschluss um die Meisterschaft. Dabei wurden die Ergebnisse aller 30 Vorrundenspiele übertragen und zwischen den acht Teams nur eine Einfachrunde ausgetragen. Die vier bestplatzierten Vereine der Vorrunde erhielten dabei ein Heimspiel mehr als die anderen Vier. Nach Abschluss der Runde stand Hapoel Ironi Kirjat Schmona als neuer Meister fest, nachdem sie sich bereits in der Vorrunde einen 17-Punkte-Vorsprung erspielt hatten und diesen nicht mehr her gaben.

### Abschlusstabelle
| Pl. | Verein                      | Sp. | S  | U  | N  | Tore    | Diff. | Punkte |
| --- | --------------------------- | --- | -- | -- | -- | ------- | ----- | ------ |
| 1.  | Hapoel Ironi Kirjat Schmona | 37  | 21 | 10 | 6  | 048:260 | +22   | 73     |
| 2.  | Hapoel Tel Aviv 5 (P)       | 37  | 16 | 14 | 7  | 063:350 | +28   | 59     |
| 3.  | Bne Jehuda Tel Aviv         | 37  | 16 | 11 | 10 | 053:360 | +17   | 59     |
| 4.  | Maccabi Netanja             | 37  | 17 | 8  | 12 | 054:480 | +6    | 59     |
| 5.  | Maccabi Haifa (M)           | 37  | 16 | 10 | 11 | 056:440 | +12   | 58     |
| 6.  | Maccabi Tel Aviv            | 37  | 16 | 7  | 14 | 055:430 | +12   | 55     |
| 7.  | MS Aschdod                  | 37  | 14 | 12 | 11 | 044:440 | ±0    | 54     |
| 8.  | FC Bnei Sachnin 6           | 37  | 15 | 7  | 15 | 060:530 | +7    | 50     |

Platzierungskriterien: 1. Punkte – 2. Tordifferenz – 3. Siege – 4. geschossene Tore – 5. Direkter Vergleich (Punkte, Tordifferenz, geschossene Tore) – 6. play-off
| (M) | amtierender israelischer Meister     |
| (P) | amtierender israelischer Pokalsieger |

### Kreuztabelle
| 2011/12                     | Bne Jehuda Tel Aviv | FC Bnei Sachnin | MS Aschdod | Hapoel Tel Aviv | Hapoel Ironi Kirjat Schmona | Maccabi Haifa | Maccabi Netanja | Maccabi Tel Aviv |
| --------------------------- | ------------------- | --------------- | ---------- | --------------- | --------------------------- | ------------- | --------------- | ---------------- |
| Bne Jehuda Tel Aviv         |                     | –               | –          | –               | –                           | 2:1           | 1:0             | 4:3              |
| FC Bnei Sachnin             | 0:3                 |                 | 1:2        | –               | 5:0                         | 0:2           | –               | –                |
| MS Aschdod                  | 2:1                 | –               |            | 0:2             | –                           | –             | 0:2             | 1:1              |
| Hapoel Tel Aviv             | 3:3                 | 3:1             | –          |                 | –                           | –             | 1:3             | 0:0              |
| Hapoel Ironi Kirjat Schmona | 0:1                 | –               | 1:0        | 0:0             |                             | 0:1           | –               | –                |
| Maccabi Haifa               | –                   | –               | 3:0        | 1:1             | –                           |               | –               | 2:1              |
| Maccabi Netanja             | –                   | 3:2             | –          | –               | 1:3                         | 1:0           |                 | –                |
| Maccabi Tel Aviv            | –                   | 5:2             | –          | –               | 3:2                         | –             | 1:0             |                  |

## Abstiegsrunde
Die Vereine auf den Plätzen 9–16 nach der Vorrunde spielten im Anschluss gegen den Abstieg. Dabei wurden die Ergebnisse aller 30 Vorrundenspiele übertragen und zwischen den acht Teams nur eine Einfachrunde ausgetragen. Die vier bestplatzierten Vereine der Vorrunde erhielten dabei ein Heimspiel mehr als die anderen Vier. Nach Abschluss der Runde stiegen die Mannschaften auf den Rängen 14 bis 16 in die zweitklassige Liga Leumit ab. Dies waren Maccabi Petach Tikwa, Aufsteiger Hapoel Ironi Rischon LeZion und Hapoel Petach Tikwa.

### Abschlusstabelle
| Pl. | Verein                          | Sp. | S  | U  | N  | Tore    | Diff. | Punkte |
| --- | ------------------------------- | --- | -- | -- | -- | ------- | ----- | ------ |
| 9.  | Beitar Jerusalem 7              | 37  | 15 | 7  | 15 | 032:440 | −12   | 50     |
| 10. | Hapoel Akko                     | 37  | 13 | 9  | 15 | 051:450 | +6    | 48     |
| 11. | Hapoel Ironi HaScharon (N)      | 37  | 11 | 13 | 13 | 037:450 | −8    | 46     |
| 12. | Hapoel Haifa                    | 37  | 11 | 11 | 15 | 041:430 | −2    | 44     |
| 13. | Hapoel Be’er Scheva             | 37  | 12 | 7  | 18 | 041:610 | −20   | 43     |
| 14. | Maccabi Petach Tikwa 8          | 37  | 11 | 10 | 16 | 039:570 | −18   | 40     |
| 15. | Hapoel Ironi Rischon LeZion (N) | 37  | 6  | 9  | 22 | 039:700 | −31   | 27     |
| 16. | Hapoel Petach Tikwa 9           | 37  | 8  | 11 | 18 | 036:550 | −19   | 26     |

Platzierungskriterien: 1. Punkte – 2. Tordifferenz – 3. Siege – 4. geschossene Tore – 5. Direkter Vergleich (Punkte, Tordifferenz, geschossene Tore) – 6. play-off
| (N) | Neuaufsteiger der letzten Saison |

### Kreuztabelle
| 2011/12                     | Beitar Jerusalem | Hapoel Akko | Hapoel Be’er Scheva | Hapoel Haifa | Hapoel Petach Tikwa | Hapoel Ironi Rischon LeZion | Hapoel Ironi HaScharon | Maccabi Petach Tikwa |
| --------------------------- | ---------------- | ----------- | ------------------- | ------------ | ------------------- | --------------------------- | ---------------------- | -------------------- |
| Beitar Jerusalem            |                  | 1:0         | –                   | 0:0          | 2:0                 | –                           | –                      | 3:1                  |
| Hapoel Akko                 | –                |             | –                   | 0:0          | 2:3                 | –                           | 2:0                    | 1:2                  |
| Hapoel Be’er Scheva         | 3:1              | 1:3         |                     | –            | –                   | –                           | –                      | 1:0                  |
| Hapoel Haifa                | –                | –           | 2:1                 |              | 2:1                 | 2:0                         | 1:1                    | –                    |
| Hapoel Petach Tikwa         | –                | –           | 1:1                 | –            |                     | 2:0                         | –                      | 0:1                  |
| Hapoel Ironi Rischon LeZion | 1:2              | 1:2         | 0:1                 | –            | –                   |                             | –                      | –                    |
| Hapoel Ironi HaScharon      | 0:1              | –           | 0:0                 | –            | 2:1                 | 5:2                         |                        | –                    |
| Maccabi Petach Tikwa        | –                | –           | –                   | 2:1          | –                   | 2:1                         | 0:0                    |                      |

## Torschützenliste
| Pl. | Spieler           | Verein                      | Tore |
| --- | ----------------- | --------------------------- | ---- |
| 1.  | Achmad Saba'a     | Maccabi Netanja             | 20   |
| 2.  | Omer Damari       | Hapoel Tel Aviv             | 17   |
| 3.  | Pedro Galván      | Bne Jehuda Tel Aviv         | 16   |
| 4.  | Kostadin Hazurov  | FC Bnei Sachnin             | 14   |
| 4.  | Wiyam Amashe      | Maccabi Haifa               | 14   |
| 6.  | Yuval Avidor      | Hapoel Haifa                | 13   |
| 6.  | Shimon Abuhatzira | Hapoel Ironi Kirjat Schmona | 13   |
| 6.  | Toto Tamuz        | Hapoel Tel Aviv             | 13   |
| 6.  | Maharan Radi      | FC Bnei Sachnin             | 13   |
| 6.  | Eliran Atar       | Maccabi Tel Aviv            | 13   |